# Etschmiadsin-Evangeliar

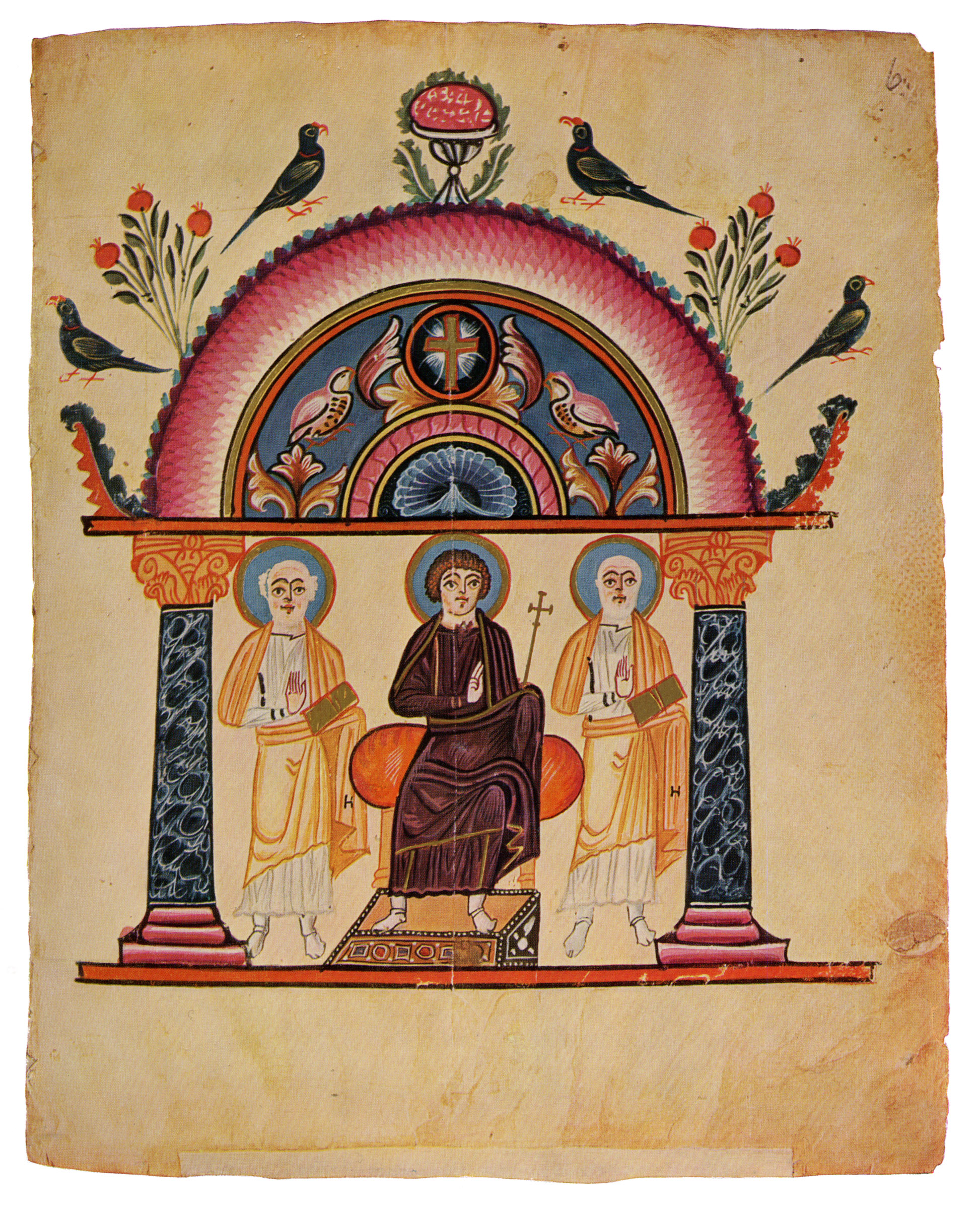
Christus auf dem Thron, Miniatur von 989, fol. 6

Das Etschmiadsin-Evangeliar ist ein 989 im Kloster Bgheno-Norawank angefertigtes Evangeliar in Form eines armenischen illuminierten Buches, das in der Sammlung des Matenadaran in Jerewan unter der Nummer MS 2374, vormals 229, aufbewahrt wird. Die Ruine des Klosters liegt in der heutigen südarmenischen Provinz Sjunik. Das Etschmiadsin-Evangeliar gilt als die bedeutendste armenische Handschrift. Es enthält neben dem aus 224 Blättern bestehenden Textteil drei stilistisch unterschiedliche Gruppen von Miniaturmalereien: die zeitgleich mit dem Text entstandenen Kanontafeln vor dem Anfang des Kodex, im Text verstreute Randzeichnungen aus dem 11./12. Jahrhundert und – von besonderer kunsthistorischer Bedeutung – vier ganzseitige Miniaturen am Schluss, die Ende des 6. oder Anfang des 7. Jahrhunderts datiert werden. Sie sind die ältesten erhaltenen armenischen Buchmalereien. Der Einband aus reliefiertem Elfenbein ist eine byzantinische Arbeit aus dem 6. Jahrhundert.

## Grundlagen
Die Armenische Apostolische Kirche führt ihre Tradition auf zwei Apostel zurück, die im 1. Jahrhundert das Christentum nach Armenien gebracht haben sollen. Drei Ereignisse in der frühchristlichen Zeit sind für die armenische Nation wesentlich: 314 erklärte König Trdat III. das Christentum zur Staatsreligion, im Jahr 405 führte Mesrop Maschtoz die armenische Schrift ein, was als religiöses Wunder aufgefasst wurde, und im 5. Jahrhundert verfasste Moses von Choren (Movses Chorenatsi) die erste Chronik Armeniens. In der frühchristlichen Zeit wurden die Bibel, liturgische Anweisungen und Texte der frühen Kirchenväter in altarmenischer Schrift aufgezeichnet, Mönche kopierten möglichst genau die Handschriften und statteten sie mit kostbaren Einbänden aus. Der Schrift selbst wurde nach alter vorchristlicher Tradition eine magische Bedeutung zuerkannt. Wer eine Handschrift kopierte, erwarb sich religiöse Verdienste. Es war für einen König, Fürsten oder einen hohen Geistlichen ebenso verdienstvoll, eine Handschrift wie eine Kirche zu stiften. Handschriften wurden neben Kirchen und Chatschkaren zu einem der Symbole armenischer Identität und genießen eine entsprechende Wertschätzung. Sie galten wie die Ikonen der Orthodoxen Kirchen als heilig und mussten in den Klöstern stehend aufbewahrt werden, um sie von weltlichen Gegenständen zu unterscheiden. Aus dem Mittelalter sind rund 30.000 Handschriften bekannt, die neben religiösen Themen alle damaligen Wissenschaften beinhalten.
Es gab – wenn auch gegenüber der byzantinischen Kunst in bescheidenerem Umfang – großflächige armenische Wandmalereien in frühchristlicher Zeit; die armenische Bildkunst entwickelte sich jedoch vor allem im Format der Handschriften. Ein neben den Miniaturen weiterer wesentlicher Bestandteil der Handschriften ist das am Ende angefügte Kolophon (armenisch hischatakaran, „Gedächtnis“). Darin berichtet der Schreiber detailliert über seine Lebensumstände, Arbeitsweise, Auftraggeber und die mit ihm an der Herstellung des Buches beteiligten Personen. Ein Kolophon ist in den meisten armenischen Handschriften vorhanden. An das Hauptkolophon des Schreibers schließen sich häufig weitere Zusätze aus späterer Zeit an, aus denen sich die Veränderungen am Buch und dessen wechselnde Besitzer und Aufbewahrungsorte erkennen lassen.
Die aus dem 9. und 10. Jahrhundert überlieferten armenischen Handschriften sind fast alle Evangeliare. Das undatierte und unvollständig erhaltene Evangeliar der Königin Mlke (Venedig, MS 1144/86), dessen Herstellungsort unbekannt ist, ist das älteste bekannte armenische Evangeliar; es wurde 851 abgeschrieben und 862 eingebunden. Das älteste datierte Manuskript ist das Lazarian- (Lazarev-)Evangeliar von 877 (Mat. MS 6200). Fünf weitere Handschriften aus dem 10. Jahrhundert sind bis zum Etschmiadsin-Evangeliar von 989 bekannt. Die Malereien zeigen im 9. Jahrhundert einen ausgereiften Stil, weshalb es in den Jahrhunderten zuvor bereits eine reiche Tradition von Buchillustrationen gegeben haben muss. Den wertvollsten Hinweis darauf geben die zwei dem Etschmiadsin-Evangeliar am Ende angefügten Blätter, ansonsten sind nur Rückschlüsse aus den Kommentaren einiger Geschichtsschreiber möglich.
Am Anfang der Evangeliare finden sich Kanontafeln, die von Schmuckarkaden umrahmt dem Leser einen Überblick über den biblischen Inhalt geben sollten. Die Indexierung folgt einem System, das Eusebius von Caesarea in Palaestina Anfang des 4. Jahrhunderts einführte. Damit konnten die in den vier Evangelien unterschiedlich dargestellten Episoden aus dem Leben Jesu einander zugeordnet werden. Eusebius erfand eine durchnummerierte Gliederung in mehrere hundert Abschnitte für alle Evangelien, die dadurch harmonisiert wurden, ohne den Inhalt anzutasten. Letzteres war erforderlich, damit die Texte als authentische Zeugnisse erhalten blieben. Im Jahr 331 bestellte Konstantin der Große bei Eusebius für die Liturgie in den Kirchen Konstantinopels mehrere Evangeliare und andere Schriften. Eusebius gestaltete sie den Vorgaben entsprechend aufwendig, indem er die aus der römischen Sakralarchitektur geläufigen Arkaden als Schmuckmotive übernahm.
Nur in den armenischen Handschriften wurde das ursprüngliche Format des Eusebius von zehn Kanontafeln unverändert überliefert. Das Etschmiadsin-Evangeliar hat von allen Handschriften des 1. Jahrtausends die Urform der von Konstantin bestellten Tetraevangeliare am getreuesten bewahrt, erst später erhielten die dargestellten spätrömischen Architekturformen durch eine charakteristische ornamentale Gestaltung eine armenische Prägung. Während üblicherweise die Evangelien in der Reihenfolge Matthäus, Markus, Lukas und Johannes sortiert werden, folgt das Etschmiadsin-Evangeliar dem alten eusebianischen Ordnungsprinzip und stellt den dritten Apostel Lukas vor den zweiten Apostel Markus.
Die Arkaden auf den Kanontafeln bilden mit einer halbkreisförmigen Lünette darüber ein gemaltes Portal, das für den Leser den Zugang zum Text versinnbildlicht. Dieser fühlt sich in der Rolle des Gläubigen, der durch ein Portal ein Heiligtum betritt. Die Kanontafeln sind des Weiteren mit geometrischen Formen und Blumen verziert; die abgebildeten Vögel lassen sich als Pfauen, Reiher, Hähne, Rebhühner und Tauben identifizieren oder stellen Phantasievögel dar. Die symbolische Bedeutung der in vielen Variationen auftauchenden Vögel ist nur teilweise bekannt. Im Etschmiadsin-Evangeliar kommt ein Vogel in einem Käfig vor, der seit der Antike die in ihrem Körper gefangene Seele symbolisiert. Was das in armenischen Manuskripten einzigartige Motiv an dieser Stelle bedeutet, ist jedoch unklar.

## Forschungsgeschichte
Die ersten Erwähnungen des Etschmiadsin-Evangeliars stammen aus den Jahren 1840 und 1851 von Marie Felicité Brosset. Es folgten genauere Beschreibungen von Graf A. S. Uwarow (1862), Wladimir Stassow (1886), Josef Strzygowski (1891), Frédéric Macler (1920), Kurt Weitzmann (1933), Sirarpie Der Nersessian (1933 und 1964), Thomas F. Mathews (1980) und Matevosyan Artashes (1990). Die umfangreiche kunsthistorische Forschung zum Etschmiadsin-Evangeliar konzentrierte sich auf die beiden angefügten Blätter mit den vier frühchristlichen Miniaturen. Strzygowski bezeichnete in seiner detaillierten Beschreibung, mit der er das Evangeliar erstmals unter Kunsthistorikern bekannt machte, die erste Gruppe von 15 Abbildungen fälschlich als syrische Malereien aus dem 5. Jahrhundert und die vier abschließenden Miniaturen ebenfalls als syrisch aus dem 6. Jahrhundert. Die im Text am Rand verstreuten groben Zeichnungen hielt er für das Werk des Schreibers Hovhannes, die deshalb relativ plump ausgefallen seien, weil der Kalligraph offensichtlich kein gelernter Illustrator war. 1911 revidierte Strzygowski seine Auffassung zum Teil und hielt nun die Miniaturen am Anfang für im 10. Jahrhundert angefertigte Kopien der Originale des 6. Jahrhunderts. Für das 10. Jahrhundert plädierte auch Frédéric Macler in seinem Vorwort zur Faksimile-Edition von 1920.
Die Forschungen von Sirarpie Der Nersessian schafften letztlich Klarheit über die Entstehungsgeschichte. Demnach entstanden die Miniaturen am Anfang zeitgleich mit dem Text im Jahr 989, während die Randzeichnungen im 11. oder 12. Jahrhundert hinzukamen, als das Evangeliar in einzelne Perikope aufgeteilt wurde. Nach Der Nersessian sind die vier abschließenden Miniaturen in vorarabischer Zeit – also vor der ersten arabischen Eroberung der Hauptstadt Dvin 640 – entstandene, armenische Schöpfungen.
Die Elfenbeindeckel stammen nach einhelliger Ansicht aus dem 6. Jahrhundert und nach heutiger Erkenntnis aus einem Teil des Byzantinischen Reiches. Die in der ersten Hälfte des 20. Jahrhunderts angestellten Mutmaßungen über die Herkunft aufgrund der ikonografischen Analysen reichten von Ravenna (Strzygowski, 1891), Syrien (Strzygowski, 1902; Oskar Wulff, 1912) und aus dem östlichen Byzanz (Wolfgang Fritz Volbach, 1952). Ferner wurden Ägypten und Kleinasien genannt.

## Entstehung und Struktur

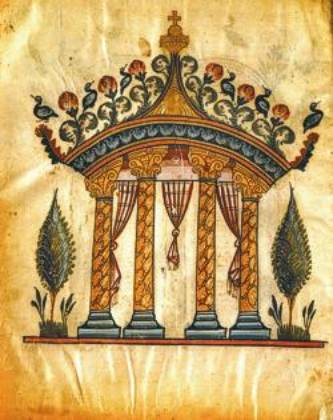
Tempietto, fol. 5v

Laut dem ersten Kolophon fertigte der Schreiber Hovhannes (Johannes) im Kloster Norawank im Auftrag des Priesters Ter Stepanos im Jahr 989 eine Abschrift von einer alten und „originalen“ Vorlage an. Aus dem Kolophon geht nicht hervor, welches von den vier Norawank („neues Kloster“) benannten Orten gemeint war. Am bekanntesten ist heute das Norawank in der Provinz Wajoz Dsor. Josef Strzygowski ging 1891 noch von diesem Norawank als dem Herstellungsort aus. Bis 1933 war der Nachweis erbracht, dass es sich um das kleinere Norawank im Distrikt Bgheno in der Nähe von Goris handelt. Das dortige Kloster wurde 935/936 von einem Priester Ter Stepanos gegründet. Wie es in einem zweiten Kolophon von 1213 heißt, brachte Gurzhin, der Sohn von Vahram, das Evangeliar zur Kirche des heiligen Stephanus, des ersten christlichen Märtyrers, in das Magharda-Kloster (heute in der iranischen Provinz West-Aserbaidschan). Von dort nahm es Makar Petrosian (zu der Zeit Wardapet, von 1885 bis 1891 Katholikos) 1847 nach Etschmiadsin, wo sich der Sitz der Armenisch-Apostolischen Kirche befindet.
Im Hauptteil besteht das Buch aus 224 Blättern, die in 28 Gruppen nach dem armenischen Alphabet bezeichnet zu je acht Blättern geordnet sind. Hinzu kommen acht Blätter am Anfang, die mit den beiden hinteren Blättern die Gesamtzahl von 234 Blättern aus Pergament in den Abmessungen von 35 Zentimetern Höhe und 28 Zentimetern Breite ergeben. Die Textseiten sind wie bei den meisten armenischen Manuskripten zweispaltig mit neun Zentimetern Breite, die Schrift ist eine sorgfältig ausgeführte Unziale (armenisch erkathagir). Bei der Aufteilung im 11./12. Jahrhundert wurden die Verse mit kleineren Unzialen nummeriert. Ausbesserungen fehlender Wörter und Korrekturen erfolgten ebenfalls mit einer kleineren Schrift und wie die Textzeichnungen von anderer Hand. Die hinzugefügten Illustrationen des Textes sind von deutlich einfacherer Qualität als die ganzseitigen Miniaturen. Die Figuren von Maria oder anderen Heiligen überlappen sich zum Teil und sind auf dem beengten Raum häufig nur unvollständig ausgeführt.
Das Evangeliar beinhaltet auf den ersten beiden Seiten (fol. 1, 1v) der Brief des Eusebius an Carpianus, worin er die Einteilung der Evangelien in einzelne Abschnitte erklärt, gefolgt von zehn Kanontafeln (fol. 2–5) und der Abbildung eines Miniaturtempels (Tempietto, fol. 5v). Die nächsten Seiten zeigen das Jesuskind mit den Aposteln Paulus und Petrus, Porträts der vier Evangelisten, ein Marienbildnis und das Opfer Abrahams. Die Textseiten der vier Evangelien schließen mit dem Johannesevangelium ab. Zwischen diesem und den Kolophonen sind zwei beidseitig bemalte Blätter eingefügt. Sie stellen auf Blatt 228 die Verkündigung an Zacharias (Ankündigung der Geburt des Johannes durch den Engel Gabriel an Zacharias), auf Blatt 228v Mariä Verkündigung, auf Blatt 229 die Anbetung der Könige und auf Blatt 229v die Taufe Jesu dar.

## Einleitender Teil
Der Text des auf den Seiten 1 und 1v ausgebreiteten Eusebius-Briefes wird seitlich von Säulen und einem Bogenfeld darüber umrahmt, das auf der ersten Seite von einer von Blättern umgebenen Knospe bekrönt wird, zu der zwei riesige Pfaue blicken. Über dem zweiten Teil des Textes ist stattdessen in der Mitte eine Fruchtschale mit kleineren Tauben zu beiden Seiten zu sehen. Ähnlich von Bögen eingerahmt und dekoriert sind die Textspalten der Kanontafeln.
Blatt 5 weicht mit einem Tempietto von diesem Muster ab. Vier Säulen mit marmorierten Schäften, die offensichtlich den Kreis einer Rotunde bilden, stehen auf von Wülsten gebildeten runden Basen. Die korinthischen Kapitelle tragen einen perspektivisch gekrümmten Architrav, der aus mehreren Streifen gebildet wird und im breiten mittleren Feld eine Reihe vereinfachter Palmetten enthält. Auf dem Dach sprießen Blumen, deren Blüten aus einem symmetrischen Blattpaar aufsteigen. Zwei zur Mitte blickende Enten auf jeder Seite füllen den Raum zwischen den Blüten, je eine Ente auf der Traufe scheint seitwärts wegfliegen zu wollen. Die Dachspitze bildet eine Kugel mit einem Kreuz. Die mit einem Knoten gerafften Vorhänge zwischen den Säulen geben einen realistischen Bühnenhintergrund (scenae frons des römischen Theaters) wieder. Durch das Kreuz an der Spitze ist das Gebäude als christlich gekennzeichnet, durch die in der Mitte herabhängende kleine Leuchte wird es möglicherweise zum Altarraum einer Kirche.

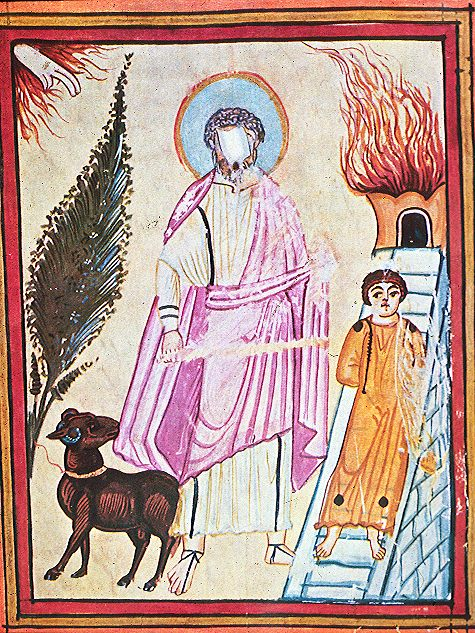
Opferung Isaaks durch Abraham, Miniatur von 989, fol. 8

Die folgenden drei Seiten übernehmen wieder das anfängliche Bildprogramm der Kanontafeln des von einem Halbkreis überhöhten Säulenportals. Auf Blatt 6 sitzt Christus auf einem Thron, umgeben von zwei stehenden Heiligen. Die Lünette ist mit Blumen und Enten in leuchtendroten Farben vor einem blauen Hintergrund bemalt. Die Mitte in der Lünette bildet eine Muschel mit strahlenförmigen Zacken. Zu beiden Seiten der Fruchtschale an der Spitze des Bogens sind Papageien und Granatapfelzweige zu sehen. Der jugendliche Christus mit kurzem Haar und ohne Bart hebt segnend die angewinkelte rechte Hand. In der linken Hand, die unter dem langen dunkelroten Mantel verborgen ist, hält er ein Kreuz. Neben ihm stehen zwei alte Männer, die in einen Chiton und einen weiteren Umhang darüber gekleidet sind. Ihre Rechte ist wie bei Christus zum Segen erhoben, auf der linken Seite tragen sie eine Schriftrolle. Die Blätter 6v und 7 zeigen jeweils zwei stehende Evangelisten, die nicht identifizierbar sind. Wie vorher bei den Heiligen ist auf die linke Seite ihres Mantels der Buchstabe H gezeichnet, der sich an den Gewändern aller männlichen Figuren findet und laut Strzygowski eine Modeerscheinung darstellt, die bereits in der römischen Zeit weit verbreitet war. Links tragen sie eine Schriftrolle und ihr Haupt ist von einem Nimbus umgeben.
Die Motive auf den Blättern 7v und 8 sind anstelle der Säulen am Blattrand von einem roten Rahmen umgeben. Eine Muttergottes vom Zeichen sitzt auf einem Thron, seitlich begrenzt von Vorhängen, deren Knoten formal dem um den Thron drapierten Stoff entsprechen. Maria (Panagia) ist mit einem purpurfarbenen Chiton und einer Paenula darüber bekleidet. Das Jesuskind in ihrem Schoß hat wie zuvor der thronende Christus die rechte Hand zum Segen erhoben und hält in der linken ein Kreuz.
Bei der Opferung Isaaks auf Blatt 8 liegt Isaak auf der rechten Seite des Bildes mit auf den Rücken gebundenen Händen in einem langen gelben Chiton auf einer Art Steintreppe. Die Treppe führt hinauf zu einem Altar, aus dem Flammen schlagen. Neben Isaak steht Abraham mit einem langen Schwert in der rechten Hand, die linke Hand auf den Kopf seines Sohnes gelegt. In der linken oberen Ecke taucht die Hand Gottes aus lodernden Flammen auf, links unten ist ein Widder an eine Zypresse angebunden.
Insgesamt verweisen die Miniaturen auf Vorbilder in der byzantinischen Kunst. Gegenüber dem wenige Jahre vorher entstandenen Mlke-Evangeliar sind die Tiere und Pflanzen weniger lebendig und stilisierter gemalt. Besonders die Figuren der biblischen Szenen wirken vor den schematisch arrangierten antiken Architekturkulissen erstarrt. Die Personen stehen oder sitzen dem Betrachter in steifer Körperhaltung frontal zugewandt. Die Vorliebe für strenge Muster anstelle plastischer Gestaltung kennzeichnet im Wesentlichen auch die armenische Steinbearbeitung. Ein herausragendes Beispiel für diesen armenischen Stil in der Wandmalerei und Bauplastik ist die Kirche von Akdamar.

## Vier abschließende Miniaturen
Die vier am Schluss angefügten Miniaturmalereien gehören zum frühchristlichen Themenkreis. Sie sind auf die Vorder- und Rückseite von zwei Blättern gemalt und erinnern stilistisch an einige in Enkaustik-Technik hergestellte byzantinische Ikonen des 5. und 6. Jahrhunderts sowie an die Fresken in der Euphrasius-Basilika (543–553) in der kroatischen Stadt Poreč. Wegen der sassanidischen Kleidung der drei Weisen wurde außerdem angenommen, dass die Vorlage für die Miniaturen aus einer Zeit stammt, als Armenien unter persischer Oberherrschaft stand. Ein motivischer Ursprung liegt vermutlich in den Klöstern Palästinas, mit denen die Armenier in regem Kontakt standen. Ferner wurden Vergleiche zu den Wandmalereien der im 7. Jahrhundert erbauten Kirche Lmbatavank in der Nähe der nordarmenischen Stadt Artik gezogen: Die ovalen hellen Gesichter mit weit geöffneten Augen tauchen dort ähnlich an den Tetramorphen in der Apsiskalotte auf. Eine eigenständige armenische Handschrift ist erst ab dem 11. Jahrhundert erkennbar, etwa beim Mughni-Evangeliar um 1060, das in einer statischeren, kühleren Form auf dieselben frühen Vorbilder zurückgreift.
Die beiden Blätter zeigen die frühesten erhaltenen armenischen Miniaturen und stammen allein deshalb aus einer anderen Zeit als die übrige Handschrift, weil sie nachträglich an die Falze ausgeschnittener Blätter genäht wurden. Ihr umfassendes Thema ist die Erscheinung des Herrn (Epiphanie), die in den Ostkirchen am 6. Januar gefeiert wird, um Jesu Geburt und Taufe zu ehren. Mit diesem Tag beginnt das armenische Kirchenjahr.

### Verkündigung an Zacharias
In der Geschichte des Lukas-Evangeliums (fol. 228, Lk 1,5–25;57–66 ) kündigt der Engel Gabriel Zacharias die Geburt seines Sohnes Johannes an, ein in der frühchristlichen Kunst sehr seltenes Thema. Die beiden einzigen anderen Darstellungen aus dieser Zeit sind im Augustinus-Evangeliar aus dem 6. Jahrhundert, dem ältesten erhaltenen Evangeliar in lateinischer Sprache, und im syrischen Rabbula-Evangeliar von 586 enthalten.
In der Etschmiadsin-Miniatur ist im Hintergrund ein Giebeldach zu sehen, das von korinthischen Säulen getragen wird. Zwischen den beiden mittleren Säulen des Giebels spannt sich ein mit Edelsteinen verzierter Rundbogen. Ein zwischen die Säulen gespannter hellroter Vorhang verbirgt teilweise das Innere. Vor dem Gebäude steht ein rechteckiger Altar, der mit einer dunklen Decke überzogen ist. Auf der linken Seite des Bildes steht halb hinter dem Altar der Engel Gabriel. Er ist in ein langes weißes Gewand gehüllt und an einer Tänie in seinem Haar und an seinem Nimbus erkennbar. In seiner linken Hand hält er einen langen goldenen Stab, mit seiner erhobenen Rechten deutet er an, dass er mit Zacharias spricht, der auf der rechten Seite des Bildes steht. Zacharias ist ein Greis mit Bart und langen weißen Haaren, einem knöchellangen Gewand mit einem am Hals geknöpften Umhang darüber, der mit einer Weihrauchtasche auf den Engel zugeht.
Dieser Komposition entspricht weitgehend die Miniatur im Rabbula-Evangeliar, wobei dort der Architekturhintergrund weniger detailliert herausgearbeitet ist als im Etschmiadsin-Evangeliar Dagegen steht im Augustinus-Evangeliar Zacharias hinter einem zum Stehpult angewachsenen Altar und der geflügelte Engel erscheint im Profil von der linken Seite. Die syrisch-armenische Darstellung unterscheidet sich auch von späteren byzantinischen Versionen, die stets Zacharias hinter dem Altar zeigen. Sie ist damit näher am Text des Lukas-Evangeliums. Einzigartig auf der Miniatur von Etschmiadsin sind die lang herabhängenden Flügel des Engels aus Pfauenfedern. Namenlose Engel mit Pfauenflügeln sind aus dem Katharinenkloster auf dem Sinai (548–560) bekannt. Inschriftlich als Engel Gabriel mit Pfauenflügeln ist allein ein Relief aus prokonnesischem Marmor gesichert, das aus vorarabischer Zeit stammt und sich heute im archäologischen Museum von Antalya (Antalya Müzesi) befindet. In späterer Zeit scheint der Engel mit Pfauenflügeln nahezu gänzlich aus der christlichen Kunst verschwunden zu sein. Offensichtlich sollte das auffällige Gefieder auf einen in der höchsten Rangstufe stehenden Erzengel verweisen. Die Bildsprache weist ebenfalls Zacharias einen hohen Rang zu und macht ihn zum Hohepriester. Sein Umhang ist am Kragen mit drei Reihen von kostbaren Steinen besetzt, wie sie der alttestamentlichen Beschreibung der Priestergewänder im 2. Buch Mose (Ex 28,16-21 ) vorgegeben ist. Dahinter steht eine Glaubensüberzeugung, die nur in der syrischen und armenischen Kirche vorkommt, nach welcher das Priestertum in eine Traditionslinie mit den Priestern des Alten Testaments gestellt wird; also in eine kontinuierliche Linie, die mit Aaron beginnt und zu Zacharias führt, welcher die Tradition an Johannes den Täufer weitergibt, der schließlich Jesus tauft. Diese Bedeutung lässt die Armenier im Etschmiadsin-Evangeliar Zacharias an die erste Stelle der Epiphanie-Bebilderung setzen.

### Mariä Verkündigung
Die Verkündigung an Maria (fol. 228v, Lk 1,26–38 ) wird nur im Lukas-Evangelium erzählt und gehört in der frühchristlichen Kunst zu den am häufigsten dargestellten Sujets. Die Darstellung im Etschmiadsin-Evangeliar ähnelt der vorangegangenen, mit einigen wesentlichen Unterschieden: Während Zacharias sich von rechts dem Engel auf der linken Seite nähert, tritt hier der wieder mit Pfauenflügeln ausgestattete Engel auf die still stehende Maria hinzu. Um Maria als statisches Bildzentrum zu betonen, ist das Giebelhaus im Hintergrund weiter nach rechts gerückt, so dass der Rundbogen in der Giebelwand nun ihren Nimbus umgibt und sie von den Säulen ihres Hauses eingerahmt wird. Maria trägt einen langen dunklen Chiton, an dessen Gürtel ein weißes Tuch herabhängt, und darüber eine lange Paenula, die am Saum mit Fransen besetzt ist. Die Bewegungsrichtung beider Figuren ist ebenso im Rabbula-Evangelium dargestellt, weil beide auf eine in syrischer Sprache verfasste Interpretation des Kirchenlehrers Ephräm der Syrer (um 306–373) zurückgehen, die im 5. Jahrhundert ins Armenische übersetzt wurde. In seinem Kommentar zum Diatesseron (Evangelienharmonie) erklärt Ephräm die Bedeutung der handelnden Personen und verweist auf das übliche Gebot der Höflichkeit, wonach Rangniedrige auf Höherstehende zugehen. Folglich nähert sich Zacharias dem Engel, um zu zeigen, dass sein zukünftiger Sohn niedriger im Rang als der Engel sein wird, aber indem sich der Engel Maria nähert, bringt er zum Ausdruck, dass Christus über die Engel gebieten wird.
Vom unerwarteten Auftritt des fremden Boten überrascht, steht Maria auf und lässt ihr Spinngarn in den Korb vor ihren Füßen fallen, mit der rechten Hand fasst sie sich an ihr Kinn und mit der linken ergreift sie den Saum ihres Mantels. Eine Frau, die sich – vor allem bei Abwesenheit ihres Gatten – tagsüber mit Spinnen beschäftigt, bewies zu der Zeit ihre vornehme Stellung und das Bemühen um einen ordentlichen Haushalt. Diese Symbolik ist von antiken Erzählungen und Reliefs auf Grabplatten bekannt. Auf vielen Abbildungen hat Maria ihre Hände vor der Brust verschränkt, hält Spindel und Garn oder streckt die Hände in einer Überraschungsgeste aus, nur selten führt sie die Hand ans Kinn, was in der antiken Kunst als Zeichen tiefer Verunsicherung gilt. Maria fragt nach, ob der Engel wirklich eine göttliche Botschaft bringt und sorgt sich um ihre Jungfräulichkeit (Lk 1,34–38 ).

### Anbetung der drei Könige

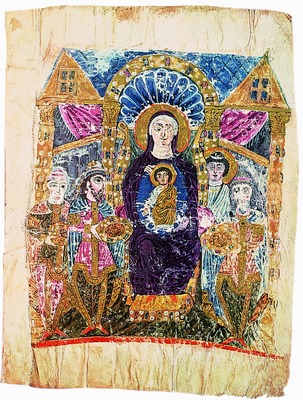
Anbetung der drei Könige, fol. 229

Die Anbetung der Könige (fol. 229, Mt 2,1–12 ) fehlt im Rabbula-Evangeliar. Die Szene ist vor einem gänzlich anderen Architekturhintergrund dargestellt. Das symmetrische Gebäude besitzt in der Mitte einen auf korinthischen Säulen ruhenden Rundbogen, der von einer strahlenförmigen blauen Muschelform ausgefüllt wird. Das sich über den Rundbogen erstreckende Dach endet seitlich in perspektivisch verzeichneten Giebeln, in denen sich wie Fenster aussehende Kreuze befinden. Die Außenecken des Gebäudes werden von Säulen getragen, die zugleich die Figurengruppe einrahmen. Die strenge Symmetrie ergänzen rote Vorhänge, die zwischen den Säulen angebracht schräg nach innen hängen. Nona Stepanjan sieht in der Architektur eine dreischiffige Basilika mit einer mittigen Rundapsis und fasst die Giebel als Seitenschiffe auf.
In der Mitte unter dem Rundbogen sitzt Maria auf einem Thron mit einer hohen geschwungenen Lehne. Ihr blaues Gewand bildet den Hintergrund für das mit einem rötlichen Gewand und einem einfachen rötlichen Nimbus umgebene Christuskind, das sich vor einer in einem etwas helleren Blau gehaltenen ovalen Fläche deutlich abhebt, die eine Art Mandorla bildet. Rechts neben Maria steht ein Engel mit Tänie im Haar und einem Nimbus um den Kopf. Die übrigen drei Figuren, eine rechts vom Engel und zwei auf der linken Seite des Bildes, repräsentieren die heiligen drei Könige, die an ihrer orientalischen Kleidung zu erkennen sind. Sie tragen Pumphosen und kurze Röcke, die mit kunstvoll gemusterten Bordüren verziert sind. Offensichtlich sind sie unterschiedlich alt, denn der linke Weise trägt keinen, der mittlere einen schwarzen und der rechte einen grauen Bart. Alle drei halten einen Kranz waagrecht in den Händen, den sie Christus entgegenstrecken.
Außer dem Matthäusevangelium liegt der Darstellung das Armenische Kindheitsevangelium zugrunde, eine apokryphe Kindheitsgeschichte, die Ende des 6. Jahrhunderts ostsyrische Christen von Mesopotamien nach Armenien brachten. Im armenischen Kindheitsevangelium kündet der Engel Gabriel vom Kommen der drei Weisen, während ansonsten Sterne am Himmel deren Vorboten sind. Gabriel informiert in der armenischen Erzählung zunächst Maria und lädt sodann die drei Weisen ein, damit sie dem Christuskind huldigen. In der verbreitetsten Darstellung kommen die drei Weisen in einer Reihe daher und überbringen ihre Geschenke. Das Blatt im Etschmiadsin-Evangeliar folgt dagegen einer Darstellung, die im 6. Jahrhundert auf ampullae (lateinisch, Singular ampulla, rundbauchige Trinkflasche für heiliges Wasser oder Öl mit zwei Henkeln) in Palästina auftaucht. Anstelle hoher Kronen tragen die Weisen flach um den Kopf gebundene Hauben, die mit Perlen verziert sind und deren Schleifen lose auf die Schultern herabhängen.
Nach Thomas F. Mathews verweist diese Kopfbedeckung zu den Magern, den Priestern des zoroastrischen Kults, wie sie auf sassanidischen Siegeln abgebildet sind. Die wie Reithosen aussehenden eleganten Beinkleider wurden von sassanidischen Fürsten getragen. Bereits Strzygowski fiel auf, dass die Weisen, obwohl sie sich auf Maria zubewegen, mit seltsam gespreizten O-Beinen dastehen. Möglicherweise steht dahinter der Gedanke an sassanidische Adlige, die typischerweise im Sitzen mit gespreizten Knien und geschlossenen Füßen gezeigt werden. Dementsprechend gelten die drei Besucher im armenischen Kindheitsevangelium als Könige. Eine weitere apokryphe Schriftsammlung, die vermutlich im 6. Jahrhundert aus Texten des 4. Jahrhunderts kompilierte Syrische Schatzhöhle, nennt die drei explizit „sassanidische Könige“. Aus einem religionsgeschichtlichen Aspekt war es erforderlich, die Besucher als Priester und Könige zugleich zu verstehen. Ein so hoch geborenes Kind sollte von niemand geringerem als von Königen den ersten Besuch erhalten. Zugleich demonstriert der Besuch von zoroastrischen Priestern, gegen deren Religion sich das frühe Christentum in Armenien behaupten musste, dass die Zoroastrier den neuen christlichen Herrn nunmehr als einen über ihnen stehenden Priester anerkannt haben.
In frühchristlicher Zeit war es noch ungewöhnlich, die drei Weisen als Jüngling, Erwachsener und Greis darzustellen. Sie so unterschiedlich alt erscheinen zu lassen, passt zur Erzählung des armenischen Kindheitsevangeliums. Darin berichten die Weisen sich gegenseitig ihre Eindrücke nach dem Besuch beim Christuskind. Kaspar sah ein Kind, den Sohn Gottes auf einem Thron sitzen. Balthasar erkannte den Herrn über die himmlischen Heerscharen, von denen er auf seinem Thron sitzend angebetet wurde, wohingegen Melchior den sterbenden und wiederauferstehenden Gott vorfand. Die Lebensalter der Weisen stimmen mit ihren Visionen überein. Die Herkunft dieser Erzählung wird in der zoroastrischen Vorstellung der ewigen Zeit (zurvan) vermutet, die als personifizierter Gott im Armenien des 5. Jahrhunderts verehrt wurde. Der über allen Göttern stehende Zurvan erschien nicht aus einem Anfang, denn er galt nicht nur als ewig, sondern erschuf überhaupt erst die Zeit, weil er vor allem anderen da war. Eine solcherart zeitlose, nach altiranischer Anschauung drei kosmische Zeitalter repräsentierende Christusfigur sollte in der Miniatur dargestellt werden. Die kosmisch-zeitlose Bedeutung Christi, dessen Gestalt im genauen Zentrum des Bildes die Weisen als Vision wahrnahmen, wollte der Maler mit der Mandorla um das Christuskind zum Ausdruck bringen.

### Taufe Jesu
Die abschließende Miniatur der Taufe Jesu (fol. 229v) ist als einzige von einem Rahmen umgeben. Der Rahmen enthält in den vier Ecken Medaillons mit den Porträts der vier Evangelisten. In den Rahmenfeldern dazwischen sind auf Kelchen und Schalen sitzende Vögel dargestellt, die sich ihre Brustfedern rupfen. Das mittlere Bild zeigt Johannes auf der linken Seite mit langen schwarzen Haaren, schwarzem Bart und einem Nimbus bei der Taufe. Die rechte Hand hält er auf den Kopf Christi, mit der linken rafft er sein langes faltenreiches Gewand, es ist ein schwerer Kamelhaarmantel, am Gürtelbereich zusammen. Christus steht mit nacktem Oberkörper im Wasser. Über ihm kommt eine Taube, als der Heilige Geist, im Sturzflug herab, und darüber erscheint die rechte Hand Gottes mit einer Segensgeste aus den Wolken.
Porträts der Evangelisten beschließen typischerweise ein armenisches Evangeliar. Ihr gleich altes Aussehen ist ein Beleg für die frühchristliche Datierung der Malerei, denn später werden Matthäus und Johannes zumeist als ältere Männer, Markus und Lukas dagegen jünger dargestellt. Im Unterschied zum ansonsten ähnlichen Rabbula-Evangeliar trägt Christus keinen Bart. Dies folgt der armenischen Tradition, nach der mit der Epiphanie zugleich die Geburt und Taufe Christi gefeiert wird, der Täufling folglich als Kind erscheinen soll.
Die Vögel in der Umrahmung sind als rosafarbene Pelikane erkennbar. Sie stehen auf Abendmahlskelchen und Hostienschalen, die reich mit Edelsteinen verziert sind. In der Ikonografie des europäisch-christlichen Mittelalters erscheint der Pelikan als Symbol des Todes und der Auferstehung, in der byzantinischen Kunst kommt er als Sinnbild für Einsamkeit vor, in einem Abendmahlskelch sitzend ist er einzig aus dem Rabbula-Evangelium und aus dieser Miniatur bekannt. Die symbolische Bedeutung ist wohl dem Physiologus entnommen, einer Naturlehre, die bis zum 4. Jahrhundert auf Griechisch verfasst und anschließend ins Armenische und in andere Sprachen übersetzt wurde. Der Pelikan erweckt sein Junges mit seinem eigenen Blut wieder zum Leben und verhält sich so wie Christus, der sich am Kreuz opfert. Der Pelikan gibt sein Blut in den Kelch, mit dem in der Eucharistie symbolisch die Kreuzigung vergegenwärtigt wird.

## Buchdeckel

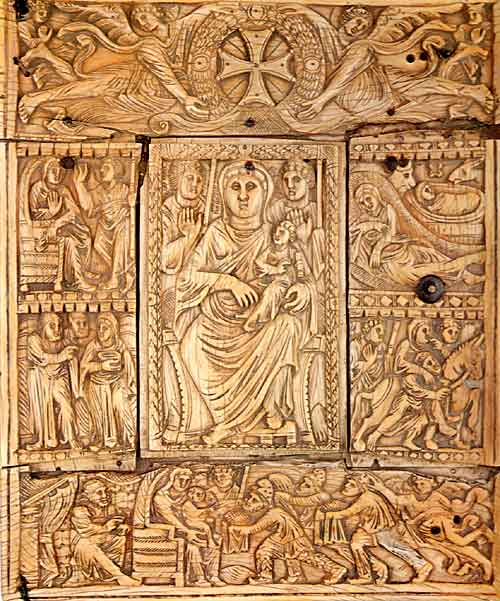
Vorderer Elfenbeindeckel, 6. Jahrhundert

In der Spätantike wurden byzantinische Handschriften von Konstantinopel nach Armenien gebracht, damit sie dort aus dem Griechischen übersetzt werden konnten. In einer zwischen 604 und 607 verfassten „Abhandlung über die Ikonoklasten“ (Yaghags Patkeramartits) beschreibt der Katholikos Vrtanes Kertogh die kostbaren byzantinischen Evangeliare, die es zu seiner Zeit in Armenien gab, und preist deren aus Gold, Silber und Elfenbein bestehende Einbände.
Die jeweils aus fünf reliefierten Elfenbeintafeln zusammengesetzten Buchdeckel des Etschmiadsin-Evangeliars messen jeweils 36,5 Zentimeter in der Höhe und 30,5 Zentimeter in der Breite. Vermutlich 1173 wurde die Handschrift neu gebunden und erhielt ihre heutigen Elfenbeindeckel.
Die fünf für einen Deckel benötigten Teile wurden so angeordnet, dass in der Mitte Christus oder Maria erscheint. Die äußeren Paneele zeigen Szenen aus den Evangelien oder zu Gruppen angeordnete Engel und Apostel. Oft wurden einzelne, als Reliquien aufbewahrte Teile zusammengetragen und neu zu Buchdeckeln arrangiert. Die Elfenbeindeckel des Etschmiadsin-Evangeliars gehören zu einer Reihe Diptychen wie dem Einband des Evangeliars aus Saint-Lupicin (2. Hälfte des 6. Jahrhunderts, Paris, Bibliothèque nationale de France, Cod. lat. 9384) und dem sogenannten Murano-Elfenbein (510–530), das im Museo Nazionale in Ravenna aufbewahrt wird. Die dargestellten Szenen entsprechen in ihrem Zusammenhang den Konventionen der frühchristlichen Ikonografie.
Der vordere Deckel enthält im mittleren Feld eine Mariendarstellung vom Typus der Hodegetria, flankiert von zwei Engeln. Die seitlichen Tafeln sind zweigeteilt. Links oben ist Mariä Verkündigung zu sehen, darunter die Keuschheitsprobe mit bitterem Wasser nach dem 4. Buch Mose (5, 11–28). Rechts gegenüber sind Jesu Geburt und darunter die Flucht nach Ägypten dargestellt. Über den drei mittleren Teilen im Hochformat befindet sich ein horizontales Relief mit zwei aufeinander zufliegenden Engeln, die ein großes Kreuz in der Mitte, das von einem Lorbeerkranz (corona triumphalis) umrahmt wird, mit den Armen umfassen. Figuren in den oberen Ecken halten die Hände zum Gebet vorgestreckt. Die lebhafte Szene unten quer enthält die Anbetung der drei Könige.
Der hintere Deckel ist auf dieselbe Weise angeordnet. Die obere Tafel ist identisch mit der Vorderseite, während die Figurengruppe unten den Einzug in Jerusalem darstellt, mit dem auf einem Esel reitenden Jesus, der ein Kreuz hält, während ihm sieben Anhänger begeistert mit Palmwedeln zuwinken. Die Frau auf der rechten Seite mit einem Füllhorn in der Hand verkörpert die Stadt Jerusalem.
Das mittlere Feld gehört dem auf seinem Thron sitzenden jungen Christus, der in der linken Hand eine große Schriftrolle hält, seine rechte Hand ist zum Segen erhoben. Um seinen Kopf fehlt der Nimbus. Hinter ihm zu beiden Seiten stehen die Apostel Petrus und Paulus. Seitlich sind vier Wunderheilungen dargestellt. Die rechte Tafel enthält im oberen Bereich die Heilung des Gelähmten, zu dem Jesus sagt: „Steh auf, nimm dein Bett und geh in dein Haus!“ (Mt 9,1–8 ). Darunter folgt die Heilung der zwei vom Teufel besessenen Gadarener (Mt 8,28–34 ). Auf der linken Seite vollzieht Jesus oben die Heilung der Blutflüssigen (Mk 5,21 ) und darunter möglicherweise die Heilung am Teich Bethesda (Joh 5,1–16 ).
Drei der dargestellten Heilungsszenen umrahmen ebenfalls auf den Diptychen in Paris und Ravenna die zentrale Christusfigur. Die linke untere Szene der Rückseite kann auch anders interpretiert werden, weil sie einen nackten Mann zeigt, was nach Pieter Singelenberg bedeutet, dass hier eine Heilung unter Wasser stattfindet. Demnach dürfte die Heilung eines Blindgeborenen nach dem Johannesevangelium gemeint sein (Joh 9,6–12 ). Jesus spuckt auf den Boden, weicht mit seinem Speichel Lehm auf, reibt diesen dem Mann auf die Augen und schickt ihn dann in den Teich von Siloah, damit er sich reinige.